# Marina Severa
Titre
Impératrice romaine
364 – 370
Marina Severa (morte avant 375) était impératrice de Rome et la première femme de l'empereur Valentinien Ier. Elle était la mère de l'empereur Gratien. On ne connaît pas en réalité son nom complet.

## Biographie
Socrate le Scolastique la nomme « Severa ». Jean Malalas,  Chronicon Paschale et Jean de Nikiou rapportent le nom « Marina ».
Marina Severa a épousé Valentinien avant qu'il ne soit monté sur le trône. Leur fils, Gratien est né en 359 à Sirmium en Pannonie. Valentinien a été choisi empereur en 364. 
Selon Socrate le Scolastique, Marina Severa loue imprudemment la beauté de son  amie Justina, auprès de son mari. Tombé sous le charme, il fait passer une loi autorisant un homme à épouser deux femmes,. Cette loi est discutée par les historiens bien que Timothy Barnes considère que cette loi ne concerne que certains Romains et non pas toute la population civile.
Jean Malalas, le Chronicon Paschale et Jean de Nikiou indiquent plutôt que Severa a été bannie après avoir été impliquée dans une transaction illégale. Barnes considère que cette histoire n'est qu'une manière de justifier le divorce de Valentinien Ier, sans blâmer l'empereur.
Valentinien Ier a divorcé de Marina Severa autour de 370 pour épouser Justina, la veuve de l'usurpateur Magnence.
Quand Valentinien est mort en 375, il a été enterré dans l'église des Saints-Apôtres à Constantinople, à côté de sa première femme.